# Maison de Momčilo Ranković à Rajac
Pour les articles homonymes, voir Ranković.
La maison de Momčilo Ranković à Rajac (en serbe cyrillique : Кућа Момчила Ранковића у Рајцу ; en serbe latin : Kuća Momčila Rankovića u Rajcu) se trouve à Rajac, dans la municipalité de Negotin et dans le district de Bor, en Serbie. Elle est inscrite sur la liste des monuments culturels protégés de la république de Serbie (identifiant no SK 459).